# شاول استيفاو دا كوستا بيمنتا
شاول استيفاو دا كوستا بيمنتا (11 أبريل 1974 في البرازيل – )؛ هو لاعب كرة قدم سابق كان يلعب كمهاجم.

## وصلات خارجية
- شاول استيفاو دا كوستا بيمنتا على موقع رابطة كرة القدم اليابانية للمحترفين (اليابانية)